# 굿 플레이스의 에피소드 목록

시리즈 오프닝 로고

《굿 플레이스》는 미국의 판타지 코미디 텔레비전 시리즈로, 마이클 슈어가 제작하고 NBC에서 방영했다. 이 드라마의 줄거리는 최근에 세상을 등지고 사후 세계에서 깨어난 젊은 여성 엘리너 셸스트롭(크리스틴 벨)이 생전에 착한 삶을 산 덕분에 마이클(테드 댄슨)이 설계한 천국을 닮은 유토피아인 '굿 플레이스'의 초대를 받으며 시작된다. 하지만 엘리너는 자신이 실수로 굿 플레이스에 오게 되었음을 깨닫고, 자신의 나쁜 행동을 숨기고 더 나은 사람이 되려고 노력하게 된다. 윌리엄 잭슨 하퍼, 자밀라 자밀, 매니 저신토 역시 굿 플레이스에 발을 들인 사람들로 출연했으며, 다시 카든은 이곳의 주민들을 돕는 프로그래밍된 비서로 등장한다. 각각의 에피소드 순서는 오프닝 타이틀 시퀀스 다음에 '챕터 (숫자)'로 표시되었다.
2015년 8월 13일에 슈어가 기획한 13개의 에피소드로 구성된 제목 미정의 코미디 제작이 발표되었다. 첫 번째 시즌은 2016년 9월 19일에 방영을 시작해 2017년 1월 19일에 종영했다. 2017년 1월 30일, NBC는 13부작의 두 번째 시즌 제작을 결정했고, 2017년 9월 20일에 한 시간 분량의 첫 에피소드가 방영되었다. 시즌 2는 2018년 2월 1일에 종영했다. 2017년 11월 21일, NBC는 13부작의 세 번째 시즌 제작을 결정했고, 시즌 3은 2018년 9월 27일에 방영을 시작해 2019년 1월 24일에 종영했다. 2018년 12월 4일, 이 시리즈의 네 번째이자 마지막 시즌의 14부작 제작이 확정되었고, 시즌 4는 2019년 9월 26일에 방영을 시작했다. 시리즈를 완결짓는 에피소드는 2020년 1월 30일에 방영되었다. 전체 4개 시즌에 걸쳐 총 53개의 에피소드가 방영되었다.
《굿 플레이스》 시리즈는 방영 기간 동안 평단의 상당한 호평을 이끌어냈으며 다수 시상식에서 상을 수상하거나 후보로 올랐다. 프라임타임 에미상에는 최우수 코미디 시리즈 부문의 두 차례를 포함해 모두 14번 후보에 올랐다. 미국 이외의 여러 해외 지역에서는 넷플릭스를 통해 배급되었다. 시즌 1은 2017년 9월 21일에 넷플릭스에서 공개되었고, 이후 시즌들의 에피소드들은 미국 방영 후 24시간 이내에 시청이 가능했다. DVD 배급은 샤우트! 팩토리에서 담당했다. 시즌 1은 2017년 10월 17일에 북미용 DVD로 출시되었으며, 시즌 2와 3의 DVD는 각각 2018년 7월 17일과 2019년 7월 30일에 출시되었다. 시리즈 전체를 담은 블루레이는 2020년 5월 19일에 출시되었다. 2019년 9월 13일, '더 셀렉션'(The Selection)이라는 제목의 6부작 웹 시리즈가 NBC 공식 홈페이지, 앱, 유튜브 채널을 통해 공개되었다.

## 시리즈 개요
|  | 1 | 13 | 2016년 9월 19일 | 2017년 1월 19일 | 77 | 5.72 |
|  | 2 | 13 | 2017년 9월 20일 | 2018년 2월 1일  | 77 | 5.78 |
|  | 3 | 13 | 2018년 9월 27일 | 2019년 1월 24일 | 99 | 4.57 |
|  | 4 | 14 | 2019년 9월 26일 | 2020년 1월 30일 | 92 | 3.56 |

## 에피소드 목록

### 시즌 1 (2016~17)
| 전체 번호 | 시즌 번호 | 제목 한국어판 제목                                            | 감독              | 작가                    | 본 방송 날짜     | 제작 번호 | 미국 시청자 수 (100만) |
| --------- | --------- | ------------------------------------------------------------- | ----------------- | ----------------------- | ---------------- | --------- | ---------------------- |
| 1         | 1         | "Everything Is Fine" "굿 플레이스는 이상 무"                  | 드루 고더드       | 마이클 슈어             | 2016년 9월 19일  | 101       | 8.04                   |
| 2         | 2         | "Flying" "날고 싶긴 하지만"                                   | 마이클 맥도널드   | 앨런 양                 | 2016년 9월 19일  | 102       | 8.04                   |
| 3         | 3         | "Tahani Al-Jamil" "타하니는 좋은 사람"                        | 베스 매카시밀러   | 아이샤 무하라           | 2016년 9월 22일  | 103       | 5.25                   |
| 4         | 4         | "Jason Mendoza" "내 이름은 제이슨"                            | 페이만 벤즈       | 조 맨디                 | 2016년 9월 29일  | 104       | 4.45                   |
| 5         | 5         | "Category 55 Emergency Doomsday Crisis" "55번 긴급 종말 위기" | 모건 새킷         | 맷 머리                 | 2016년 10월 6일  | 109       | 4.97                   |
| 6         | 6         | "What We Owe to Each Other" "용의자를 찾아라"                 | 터커 게이츠       | 딜런 모건 & 조시 시겔   | 2016년 10월 13일 | 105       | 4.23                   |
| 7         | 7         | "The Eternal Shriek" "출구를 막아라"                          | 트렌트 오도널     | 메건 앰램               | 2016년 10월 20일 | 106       | 3.79                   |
| 8         | 8         | "Most Improved Player" "좋은 사람 테스트"                     | 트리스트램 샤피로 | 댄 스코필드             | 2016년 10월 27일 | 107       | 3.89                   |
| 9         | 9         | "...Someone Like Me as a Member" "내게 어울리는 곳"           | 딘 홀랜드         | 젠 스태츠키             | 2016년 11월 3일  | 108       | 3.68                   |
| 10        | 10        | "Chidi's Choice" "사랑의 굿 플레이스"                         | 린다 멘도자       | 데미 어디주이베이       | 2017년 1월 5일   | 110       | 3.53                   |
| 11        | 11        | "What's My Motivation" "동기가 중요해"                        | 린 셸턴           | 앤드루 로               | 2017년 1월 12일  | 111       | 3.64                   |
| 12        | 12        | "Mindy St. Claire" "미디엄 플레이스의 민디"                   | 딘 홀랜드         | 메건 앰램 & 젠 스태츠키 | 2017년 1월 19일  | 112       | 3.93                   |
| 13        | 13        | "Michael's Gambit" "마이클의 한 수"                           | 마이클 슈어       | 마이클 슈어             | 2017년 1월 19일  | 113       | 3.93                   |

### 시즌 2 (2017~18)
| 전체 번호 | 시즌 번호 | 제목 한국어판 제목                                                | 감독            | 작가                      | 본 방송 날짜     | 제작 번호 | 미국 시청자 수 (100만) |
| --------- | --------- | ----------------------------------------------------------------- | --------------- | ------------------------- | ---------------- | --------- | ---------------------- |
| 14        | 1         | "Everything Is Great!" (Part 1) "굿 플레이스는 순항 중!" (1부)    | 트렌트 오도널   | 젠 스태츠키               | 2017년 9월 20일  | 201       | 5.28                   |
| 15        | 2         | "Everything Is Great!" (Part 2) "굿 플레이스는 순항 중!" (2부)    | 트렌트 오도널   | 조 맨디                   | 2017년 9월 20일  | 202       | 5.28                   |
| 16        | 3         | "Dance Dance Resolution" "댄스 댄스 레볼루션"                     | 드루 고더드     | 메건 앰램                 | 2017년 9월 28일  | 203       | 4.67                   |
| 17        | 4         | "Team Cockroach" "팀이 될까?"                                     | 모건 새킷       | 댄 스코필드               | 2017년 10월 5일  | 204       | 4.17                   |
| 18        | 5         | "Existential Crisis" "위기의 마이클"                              | 베스 매카시밀러 | 앤드루 로                 | 2017년 10월 12일 | 206       | 4.05                   |
| 19        | 6         | "The Trolley Problem" "트롤리 문제"                               | 딘 홀랜드       | 조시 시겔 & 딜런 모건     | 2017년 10월 19일 | 205       | 3.92                   |
| 20        | 7         | "Janet and Michael" "재닛과 마이클"                               | 딘 홀랜드       | 케이트 거스튼             | 2017년 10월 26일 | 207       | 3.97                   |
| 21        | 8         | "Derek" "데릭"                                                    | 주드 웽         | 코드 제퍼슨               | 2017년 11월 2일  | 208       | 3.06                   |
| 22        | 9         | "Leap to Faith" "믿음의 도약"                                     | 린다 멘도자     | 크리스토퍼 엔셀           | 2018년 1월 4일   | 209       | 3.08                   |
| 23        | 10        | "Best Self" "적성에 안 맞아"                                      | 줄리 앤 로빈슨  | 타일러 스트라에슬         | 2018년 1월 11일  | 210       | 3.11                   |
| 24        | 11        | "Rhonda, Diana, Jake, and Trent" "론다, 다이애나, 제이크, 트렌트" | 앨런 양         | 젠 스태츠키 & 댄 스코필드 | 2018년 1월 18일  | 211       | 3.00                   |
| 25        | 12        | "The Burrito" "부리또"                                            | 딘 홀랜드       | 메건 앰램 & 조 맨디       | 2018년 1월 25일  | 212       | 3.65                   |
| 26        | 13        | "Somewhere Else" "다른 곳에서"                                    | 마이클 슈어     | 마이클 슈어               | 2018년 2월 1일   | 213       | 3.19                   |

### 시즌 3 (2018~19)
| 전체 번호 | 시즌 번호 | 제목 한국어판 제목                                        | 감독            | 작가                      | 본 방송 날짜     | 제작 번호 | 미국 시청자 수 (100만) |
| --------- | --------- | --------------------------------------------------------- | --------------- | ------------------------- | ---------------- | --------- | ---------------------- |
| 27        | 1         | "Everything Is Bonzer!" (Part 1) "모두 잘 지냅니다" (1부) | 딘 홀랜드       | 젠 스태츠키 & 마이클 슈어 | 2018년 9월 27일  | 301       | 3.13                   |
| 28        | 2         | "Everything Is Bonzer!" (Part 2) "모두 잘 지냅니다" (2부) | 딘 홀랜드       | 젠 스태츠키               | 2018년 9월 27일  | 302       | 3.13                   |
| 29        | 3         | "The Brainy Bunch" "브레이니 번치"                        | 주드 웽         | 댄 스코필드               | 2018년 10월 4일  | 303       | 2.96                   |
| 30        | 4         | "The Snowplow" "여기서 멈춰"                              | 베스 매카시밀러 | 조 맨디                   | 2018년 10월 11일 | 304       | 2.71                   |
| 31        | 5         | "Jeremy Bearimy" "제러미 베러미"                          | 트렌트 오도널   | 메건 앰램                 | 2018년 10월 18일 | 305       | 2.70                   |
| 32        | 6         | "The Ballad of Donkey Doug" "동키 더그의 노래"            | 리베카 애셔     | 맷 머리                   | 2018년 10월 25일 | 306       | 2.67                   |
| 33        | 7         | "A Fractured Inheritance" "깨져버린 유산"                 | 베스 매카시밀러 | 카시아 밀러               | 2018년 11월 1일  | 307       | 2.72                   |
| 34        | 8         | "The Worst Possible Use of Free Will" "자유의지라니까"    | 클레어 스캔런   | 코드 제퍼슨               | 2018년 11월 8일  | 308       | 2.77                   |
| 35        | 9         | "Don't Let the Good Life Pass You By" "걱정 말아요, 그대" | 딘 홀랜드       | 앤드루 로                 | 2018년 11월 15일 | 309       | 2.69                   |
| 36        | 10        | "Janet(s)" "4명의 재닛"                                   | 모건 새킷       | 조시 시겔 & 딜런 모건     | 2018년 12월 6일  | 310       | 2.58                   |
| 37        | 11        | "The Book of Dougs" "더그 모음집"                         | 켄 휘팅엄       | 케이트 거스튼             | 2019년 1월 10일  | 311       | 2.72                   |
| 38        | 12        | "Chidi Sees the Time-Knife" "치디와 타임나이프"           | 주드 웽         | 크리스토퍼 엔셀 & 조 맨디 | 2019년 1월 17일  | 312       | 2.52                   |
| 39        | 13        | "Pandemonium" "팬더모니엄"                                | 마이클 슈어     | 메건 앰램 & 젠 스태츠키   | 2019년 1월 24일  | 313       | 2.39                   |

### 시즌 4 (2019~20)
| 전체 번호 | 시즌 번호 | 제목 한국어판 제목                                       | 감독                     | 작가                    | 본 방송 날짜     | 제작 번호 | 미국 시청자 수 (100만) |
| --------- | --------- | -------------------------------------------------------- | ------------------------ | ----------------------- | ---------------- | --------- | ---------------------- |
| 40        | 1         | "A Girl from Arizona" (Part 1) "애리조나 여자아이" (1부) | 드루 고더드              | 앤드루 로 & 카시아 밀러 | 2019년 9월 26일  | 401       | 2.42                   |
| 41        | 2         | "A Girl from Arizona" (Part 2) "애리조나 여자아이" (2부) | 드루 고더드              | 앤드루 로 & 카시아 밀러 | 2019년 10월 3일  | 402       | 2.11                   |
| 42        | 3         | "Chillaxing" "칠랙스"                                    | 안야 애덤스              | 아이샤 무하라           | 2019년 10월 10일 | 403       | 1.92                   |
| 43        | 4         | "Tinker, Tailor, Demon, Spy" "팅커 테일러 악마 스파이"   | 모건 새킷                | 코드 제퍼슨             | 2019년 10월 17일 | 404       | 2.02                   |
| 44        | 5         | "Employee of the Bearimy" "베러미 우수 사원"             | 베스 매카시밀러          | 조 맨디                 | 2019년 10월 24일 | 405       | 1.91                   |
| 45        | 6         | "A Chip Driver Mystery" "칩 드라이버 미스터리"           | 스티브 데이              | 리지 페이스             | 2019년 10월 31일 | 406       | 2.21                   |
| 46        | 7         | "Help Is Other People" "도움이 필요해"                   | 베스 매카시밀러          | 데이브 킹               | 2019년 11월 7일  | 407       | 1.98                   |
| 47        | 8         | "The Funeral to End All Funerals" "장례식 끝판왕"        | 크리스틴 벨              | 조시 시겔 & 딜런 모건   | 2019년 11월 14일 | 408       | 2.06                   |
| 48        | 9         | "The Answer" "대답"                                      | 밸러리아 밀리아시 콜린스 | 댄 스코필드             | 2019년 11월 21일 | 410       | 2.05                   |
| 49        | 10        | "You've Changed, Man" "너 좀 변했다?"                    | 리베카 애셔              | 맷 머리                 | 2020년 1월 9일   | 409       | 2.08                   |
| 50        | 11        | "Mondays, Am I Right?" "월요일 맞지?"                    | 리베카 애셔              | 젠 스태츠키             | 2020년 1월 16일  | 411       | 1.93                   |
| 51        | 12        | "Patty" "패티"                                           | 모건 새킷                | 메건 앰램               | 2020년 1월 23일  | 412       | 2.12                   |
| 52        | 13        | "Whenever You're Ready" "준비되면 시작해"                | 마이클 슈어              | 마이클 슈어             | 2020년 1월 30일  | 413       | 2.32                   |
| 53        | 14        | "Whenever You're Ready" "준비되면 시작해"                | 마이클 슈어              | 마이클 슈어             | 2020년 1월 30일  | 414       | 2.32                   |

## 웹 시리즈

### 더 셀렉션 (2019)
2019년 9월 13일, NBC는 2분짜리 에피소드 6개로 구성된 웹 시리즈를 공개했다. 이 시리즈는 시즌 3과 4 사이의 이야기를 연결하는 역할을 하며, 배드 플레이스를 배경으로 숀과 그의 동료 악마들이 마이클의 '선한 계획'을 방해하기 위해 그가 새로 만든 사후 세계 마을에 보낼 인간들을 고르는 내용을 다룬다.
| 번호                                                                                 | 제목                        | 감독      | 본 공개 날짜    |
| ------------------------------------------------------------------------------------ | --------------------------- | --------- | --------------- |
| 1                                                                                    | "Part 1: The Mission"       | 에릭 키색 | 2019년 9월 13일 |
| 숀과 다른 악마들은 마이클의 실험에 참여시킬 인간들을 어떻게 고를지 논의한다.         |                             |           |                 |
| 2                                                                                    | "Part 2: The Candidates"    | 에릭 키색 | 2019년 9월 13일 |
| 숀과 악마들이 마이클의 실험에 참여시킬 4명의 인간을 찾으려 한다.                     |                             |           |                 |
| 3                                                                                    | "Part 3: The Takeout Order" | 에릭 키색 | 2019년 9월 13일 |
| 숀과 악마들이 점심으로 뭘 먹을지를 놓고 실랑이를 벌인다.                             |                             |           |                 |
| 4                                                                                    | "Part 4: The Storm Out"     | 에릭 키색 | 2019년 9월 13일 |
| 숀이 화를 내고 자리를 뜬다.                                                          |                             |           |                 |
| 5                                                                                    | "Part 5: The Talk"          | 에릭 키색 | 2019년 9월 13일 |
| 악마들이 화가 난 숀을 데려오려 설득하고, 숀은 자신이 꼭 필요한 존재라는 걸 깨닫는다. |                             |           |                 |
| 6                                                                                    | "Part 6: The Solution"      | 에릭 키색 | 2019년 9월 13일 |
| 숀과 악마들이 답을 찾는다.                                                           |                             |           |                 |

## 시청률
| 시즌 | 시즌 | 에피소드 번호 | 에피소드 번호 | 에피소드 번호 | 에피소드 번호 | 에피소드 번호 | 에피소드 번호 | 에피소드 번호 | 에피소드 번호 | 에피소드 번호 | 에피소드 번호 | 에피소드 번호 | 에피소드 번호 | 에피소드 번호 | 에피소드 번호 | 평균 |
| 시즌 | 시즌 | 1             | 2             | 3             | 4             | 5             | 6             | 7             | 8             | 9             | 10            | 11            | 12            | 13            | 14            | 평균 |
| ---- | ---- | ------------- | ------------- | ------------- | ------------- | ------------- | ------------- | ------------- | ------------- | ------------- | ------------- | ------------- | ------------- | ------------- | ------------- | ---- |
|      | 1    | 8.04          | 8.04          | 5.25          | 4.45          | 4.97          | 4.23          | 3.79          | 3.89          | 3.68          | 3.53          | 3.64          | 3.93          | 3.93          | –             | 4.72 |
|      | 2    | 5.28          | 5.28          | 4.67          | 4.17          | 4.05          | 3.92          | 3.97          | 3.06          | 3.08          | 3.11          | 3.00          | 3.65          | 3.19          | –             | 3.88 |
|      | 3    | 3.13          | 3.13          | 2.96          | 2.71          | 2.70          | 2.67          | 2.72          | 2.77          | 2.69          | 2.58          | 2.72          | 2.52          | 2.39          | –             | 2.74 |
|      | 4    | 2.42          | 2.11          | 1.92          | 2.02          | 1.91          | 2.21          | 1.98          | 2.06          | 2.05          | 2.08          | 1.93          | 2.12          | 2.32          | 2.32          | 2.09 |

### 내용주
1. ↑  시즌별 평가:
  - 시즌 1은 로튼 토마토에서 73개의 리뷰를 기반으로 신선도 지수 92%를,[17] 메타크리틱에서 32개의 리뷰를 기반으로 100점 만점에 78점을 받았다.[18]
  - 시즌 2는 로튼 토마토에서 58개의 리뷰를 기반으로 신선도 지수 100%를,[19] 메타크리틱에서 10개의 리뷰를 기반으로 100점 만점에 87점을 받았다.[8]
  - 시즌 3은 로튼 토마토에서 47개의 리뷰를 기반으로 신선도 지수 98%를,[20] 메타크리틱에서 5개 리뷰를 기반으로 100점 만점에 96점을 받았다.[21]
  - 시즌 4는 로튼 토마토에서 51개의 리뷰를 기반으로 신선도 지수 100%를 받았다.[22]
2. 1 2 3 4 5 6 7 8  각 에피소드의 크레딧에서 가져온 정보
3. ↑  에피소드 기획명은 "Pilot"
4. 1 2  굿 플레이스 시즌 2의 첫 방송은 1시간 길이의 에피소드로 방영되었지만, 화면에 나온 제목은 '챕터 14 & 15'로 표시되었다.
5. 1 2  세 번째 시즌의 첫 방송은 1시간 분량이었지만, NBC는 총 13개의 에피소드 제작을 요청했다.[64]
6. ↑  에피소드 기획명은 "The Cloning of Agamemnon"
7. ↑  에피소드 기획명은 "The Lizard and the Owl"
8. ↑  에피소드 기획명은 "Putting Cruelty First"

### 참조주
1. ↑  Murray, Noel (2016년 9월 19일). “The Good Place Series Premiere Recap: You Don't Belong Here”. 《Vulture》 (영어). 2020년 6월 5일에 원본 문서에서 보존된 문서. 2021년 4월 25일에 확인함.
2. ↑  Nilles, Billy (2017년 9월 20일). “The Good Place Primer: Everything You Need to Remember Going Into the Season 2 Premiere”. 《E! News》 (영어). 2020년 12월 17일에 원본 문서에서 보존된 문서. 2021년 4월 25일에 확인함.
3. ↑  Mellor, Louisa (2018년 9월 19일). “The Good Place Season 2 Recap”. 《Den of Geek》 (영어). 2020년 12월 17일에 원본 문서에서 보존된 문서. 2021년 4월 25일에 확인함.
4. ↑  “Michael Schur Returns to NBC with Series Order for Untitled Comedy”. 《The Futon Critic》 (보도 자료) (영어). 2015년 8월 13일. 2021년 4월 20일에 확인함 – NBC press release 경유.
5. ↑  O'Connell, Michael (2016년 6월 15일). “NBC Sets Fall Premiere Dates, Gives 'Good Place' a Choice Preview Slot”. 《The Hollywood Reporter》 (영어). 2017년 11월 9일에 원본 문서에서 보존된 문서. 2021년 4월 25일에 확인함.
6. ↑  “The Good Place — Season 1 Episode 13”. 《Rotten Tomatoes》 (영어). 2021년 4월 25일에 확인함.
7. ↑  Ausiello, Michael (2017년 7월 31일). “NBC Tweaks Fall Rollout: Good Place Gets Early Talent-Boosted Premiere, The Blacklist Return Moved Up”. 《TVLine》 (영어). 2017년 7월 31일에 원본 문서에서 보존된 문서. 2021년 4월 25일에 확인함.
8. 1 2  “The Good Place: Season 2”. 《Metacritic》 (영어). 2019년 2월 6일에 원본 문서에서 보존된 문서. 2021년 4월 20일에 확인함.
9. ↑  Sandberg, Bryn Elise (2017년 11월 21일). “'The Good Place' Renewed for Season 3 at NBC (Exclusive)”. 《The Hollywood Reporter》 (영어). 2017년 11월 22일에 원본 문서에서 보존된 문서. 2021년 4월 25일에 확인함.
10. ↑  Mitovich, Matt Webb (2018년 6월 19일). “NBC Fall Premiere Dates: This Is Us, #OneChicago, XL Good Place and More”. 《TVLine》 (영어). 2018년 9월 13일에 원본 문서에서 보존된 문서. 2021년 4월 25일에 확인함.
11. ↑  Longo, Chris (2019년 1월 25일). “The Good Place Season 3 Episode Guide”. 《Den of Geek》 (영어). 2021년 1월 19일에 원본 문서에서 보존된 문서. 2021년 4월 25일에 확인함.
12. ↑  Goldberg, Lesley (2019년 6월 7일). “'The Good Place' to End With Season 4 on NBC (Exclusive)”. 《The Hollywood Reporter》 (영어). 2020년 4월 8일에 원본 문서에서 보존된 문서. 2020년 2월 15일에 확인함. We've gotten to do for 53 episodes — because we're doing 14 episodes this season and doing an hourlong series finale.
13. ↑  Nemetz, Dave (2018년 12월 4일). “The Good Place Renewed for Season 4”. 《TVLine》 (영어). 2018년 12월 5일에 원본 문서에서 보존된 문서. 2018년 12월 4일에 확인함.
14. ↑  Ausiello, Michael (2019년 6월 7일). “The Good Place to End With Season 4”. 《TVLine》 (영어). 2019년 6월 8일에 원본 문서에서 보존된 문서. 2019년 6월 8일에 확인함.
15. ↑  Pederson, Erik (2019년 6월 17일). “NBC Fall Premiere Dates: 'The Voice', 'This Is Us', New 'Bluff City Law' & 'Sunnyside', More”. 《Deadline Hollywood》 (영어). 2019년 6월 17일에 원본 문서에서 보존된 문서. 2019년 6월 17일에 확인함.
16. ↑  Vick, Megan (2019년 11월 8일). “Holy Forkin' Shirtballs, We're Getting an Extended The Good Place Finale”. 《TV Guide》 (영어). 2019년 11월 10일에 원본 문서에서 보존된 문서. 2021년 4월 25일에 확인함.
17. ↑  “The Good Place: Season 1”. 《Rotten Tomatoes》 (영어). 2020년 12월 17일에 원본 문서에서 보존된 문서. 2021년 4월 20일에 확인함.
18. ↑  “The Good Place: Season 1”. 《Metacritic》 (영어). 2019년 7월 21일에 원본 문서에서 보존된 문서. 2021년 4월 20일에 확인함.
19. ↑  “The Good Place: Season 2”. 《Rotten Tomatoes》 (영어). 2020년 12월 17일에 원본 문서에서 보존된 문서. 2021년 4월 20일에 확인함.
20. ↑  “The Good Place: Season 3”. 《Rotten Tomatoes》 (영어). 2020년 12월 17일에 원본 문서에서 보존된 문서. 2021년 4월 20일에 확인함.
21. ↑  “The Good Place: Season 3”. 《Metacritic》 (영어). 2019년 2월 10일에 원본 문서에서 보존된 문서. 2021년 4월 20일에 확인함.
22. ↑  “The Good Place: Season 4”. 《Rotten Tomatoes》 (영어). 2020년 12월 17일에 원본 문서에서 보존된 문서. 2021년 4월 20일에 확인함.
23. ↑  “Nominees / Winners 2018” (영어). Academy of Television Arts & Sciences. 2021년 5월 20일에 확인함.
24. ↑  “Nominees / Winners 2019” (영어). Academy of Television Arts & Sciences. 2021년 5월 20일에 확인함.
25. ↑  “Nominees / Winners 2020” (영어). Academy of Television Arts & Sciences. 2021년 5월 20일에 확인함.
26. ↑  Munn, Patrick (2017년 8월 23일). “Netflix Picks Up UK Rights To NBC's Comedy Series 'The Good Place', Sets September Premiere”. 《TV Wise》 (영어). 2019년 9월 28일에 원본 문서에서 보존된 문서. 2021년 4월 20일에 확인함.
27. ↑  Spencer, Samuel (2019년 9월 26일). “'The Good Place' Season 4 Release Date, Cast, Trailer, Plot: When is the NBC Show Back?”. 《Newsweek》 (영어). 2019년 12월 5일에 원본 문서에서 보존된 문서. 2021년 4월 20일에 확인함.
28. ↑  Lambert, David (2017년 9월 12일). “The Good Place - Official Studio Press Release for 'The Complete 1st Season'”. 《TVShowsOnDVD.com》 (영어). 2017년 10월 11일에 원본 문서에서 보존된 문서. 2021년 4월 20일에 확인함.
29. ↑  Prange, Stephanie (2018년 6월 5일). “Season 2 of 'The Good Place' Due on DVD July 17”. 《Media Play News》 (영어). 2018년 7월 15일에 원본 문서에서 보존된 문서. 2021년 4월 20일에 확인함.
30. ↑  Latchem, John (2019년 7월 24일). “'The Good Place' Season 3 on DVD July 30”. 《Media Play News》 (영어). 2019년 7월 31일에 원본 문서에서 보존된 문서. 2021년 4월 20일에 확인함.
31. ↑  “The Good Place: The Complete Series [Collector's Edition]” (영어). Shout! Factory. 2021년 4월 21일에 원본 문서에서 보존된 문서. 2021년 4월 20일에 확인함.
32. 1 2  Haring, Bruce (2019년 9월 13일). “'The Good Place' Preps Viewers For Its Final Season With 'The Selection' Digital Series”. 《Deadline Hollywood》 (영어). 2019년 9월 25일에 원본 문서에서 보존된 문서. 2019년 9월 25일에 확인함.
33. ↑  de Moraes, Lisa (2017년 5월 26일). “Final 2016-17 TV Rankings: 'Sunday Night Football' Winning Streak Continues”. 《Deadline Hollywood》 (영어). 2020년 5월 18일에 원본 문서에서 보존된 문서. 2017년 5월 26일에 확인함.
34. ↑  de Moraes, Lisa (2018년 5월 22일). “2017-18 TV Series Ratings Rankings: NFL Football, 'Big Bang' Top Charts”. 《Deadline Hollywood》 (영어). 2018년 5월 25일에 원본 문서에서 보존된 문서. 2018년 5월 22일에 확인함.
35. ↑  “2018-19 TV Season Ratings: CBS Wraps 11th Season At No. 1 In Total Viewers, NBC Tops Demo; 'Big Bang Theory' Most Watched Series”. 《Deadline Hollywood》 (영어). 2019년 5월 21일. 2019년 5월 21일에 원본 문서에서 보존된 문서. 2019년 6월 19일에 확인함.
36. ↑  Porter, Rick (2020년 6월 4일). “TV Ratings: 7-Day Season Averages for Every 2019-20 Broadcast Series”. 《The Hollywood Reporter》 (영어). 2020년 6월 5일에 원본 문서에서 보존된 문서. 2020년 6월 8일에 확인함.
37. ↑  “굿 플레이스: 시즌 1 (2016)”. 《The Movie Database》. 2025년 1월 2일에 확인함.
38. 1 2 3 4 5  “The Good Place”. 《Writers Guild of America》 (영어). 2024년 9월 26일에 확인함.
39. 1 2  Porter, Rick (2016년 9월 20일). “Monday final ratings: 'Big Bang Theory' and 'Gotham' adjust up, 'Kevin' and 'Good Place' hold”. 《TV by the Numbers》 (영어). 2016년 9월 21일에 원본 문서에서 보존된 문서. 2016년 9월 20일에 확인함.
40. ↑  Porter, Rick (2016년 9월 23일). “Thursday final ratings: 'Grey's Anatomy,' 'Superstore' and 'Good Place' adjust up, 'Notorious' adjusts down”. 《TV by the Numbers》 (영어). 2016년 9월 24일에 원본 문서에서 보존된 문서. 2016년 9월 23일에 확인함.
41. ↑  Porter, Rick (2016년 9월 30일). “Thursday final ratings: 'Superstore' and 'The Good Place' adjust up”. 《TV by the Numbers》 (영어). 2016년 10월 2일에 원본 문서에서 보존된 문서. 2016년 9월 30일에 확인함.
42. ↑  Porter, Rick (2016년 10월 7일). “'Superstore' adjusts up, 'Grey's' and ABC adjust down: Thursday final ratings”. 《TV by the Numbers》 (영어). 2016년 10월 8일에 원본 문서에서 보존된 문서. 2016년 10월 7일에 확인함.
43. ↑  Porter, Rick (2016년 10월 14일). “'Notorious' adjusts down, final NFL numbers: Thursday final ratings”. 《TV by the Numbers》 (영어). 2016년 10월 17일에 원본 문서에서 보존된 문서. 2016년 10월 14일에 확인함.
44. ↑  Porter, Rick (2016년 10월 21일). “'The Good Place' and 'Legends of Tomorrow' adjust up: Thursday final ratings”. 《TV by the Numbers》 (영어). 2016년 10월 22일에 원본 문서에서 보존된 문서. 2016년 10월 21일에 확인함.
45. ↑  Porter, Rick (2016년 10월 28일). “'The Good Place' and 'Chicago Med' adjust up, 'Pure Genius,' other CBS shows adjust down: Thursday final ratings”. 《TV by the Numbers》 (영어). 2016년 10월 29일에 원본 문서에서 보존된 문서. 2016년 10월 28일에 확인함.
46. ↑  Porter, Rick (2016년 11월 4일). “'Big Bang Theory,' 'How to Get Away' adjust up, 'Great Indoors' and NBC adjust down: Thursday final ratings”. 《TV by the Numbers》 (영어). 2016년 11월 5일에 원본 문서에서 보존된 문서. 2016년 11월 4일에 확인함.
47. ↑  Porter, Rick (2017년 1월 9일). “ABC's Menendez brothers special adjusts up: Thursday final ratings”. 《TV by the Numbers》 (영어). 2017년 1월 10일에 원본 문서에서 보존된 문서. 2017년 1월 9일에 확인함.
48. ↑  Porter, Rick (2017년 1월 13일). “'Chicago Med' adjusts up: Thursday final ratings”. 《TV by the Numbers》 (영어). 2017년 1월 14일에 원본 문서에서 보존된 문서. 2017년 1월 13일에 확인함.
49. 1 2  Porter, Rick (2017년 1월 23일). “'The Big Bang Theory' ajdusts up, 'My Kitchen Rules' adjusts down: Thursday final ratings”. 《TV by the Numbers》 (영어). 2017년 1월 25일에 원본 문서에서 보존된 문서. 2017년 1월 23일에 확인함.
50. ↑  “굿 플레이스: 시즌 1 (2016)”. 《The Movie Database》. 2025년 1월 2일에 확인함.
51. 1 2  Porter, Rick (2017년 9월 21일). “'America's Got Talent,' 'Big Brother,' 'Masterchef' ajdust up, 'The Good Place' and 'Salvation' adjust down: Wednesday final ratings”. 《TV by the Numbers》 (영어). 2017년 9월 22일에 원본 문서에서 보존된 문서. 2017년 9월 21일에 확인함.
52. ↑  Porter, Rick (2017년 9월 29일). “'Will & Grace,' 'Superstore,' 'Good Place,' 'Gotham' adjust up; 'How to Get Away' adjusts down: Thursday final ratings”. 《TV by the Numbers》 (영어). 2017년 9월 30일에 원본 문서에서 보존된 문서. 2017년 9월 29일에 확인함.
53. ↑  Porter, Rick (2017년 10월 6일). “'Grey's Anatomy' and NFL adjust up: Thursday final ratings”. 《TV by the Numbers》 (영어). 2017년 10월 7일에 원본 문서에서 보존된 문서. 2017년 10월 6일에 확인함.
54. ↑  Porter, Rick (2017년 10월 13일). “'Will & Grace,' 'Grey's Anatomy,' 'Gotham' and NFL adjust up: Thursday final ratings”. 《TV by the Numbers》 (영어). 2017년 10월 14일에 원본 문서에서 보존된 문서. 2017년 10월 13일에 확인함.
55. ↑  Porter, Rick (2017년 10월 20일). “'Gotham' and 'Supernatural' adjust up, final NFL numbers: Thursday final ratings”. 《TV by the Numbers》 (영어). 2017년 10월 21일에 원본 문서에서 보존된 문서. 2017년 10월 20일에 확인함.
56. ↑  Porter, Rick (2017년 10월 27일). “NFL adjusts up, scripted shows all unchanged: Thursday final ratings”. 《TV by the Numbers》 (영어). 2017년 10월 28일에 원본 문서에서 보존된 문서. 2017년 10월 27일에 확인함.
57. ↑  Porter, Rick (2017년 11월 3일). “'Will & Grace' adjusts up, 'Sheldon' and other CBS shows adjust down: Thursday final ratings”. 《TV by the Numbers》 (영어). 2017년 11월 3일에 원본 문서에서 보존된 문서. 2017년 11월 3일에 확인함.
58. ↑  Porter, Rick (2018년 1월 8일). “'The Four,' 'Will & Grace,' everything else unchanged: Thursday final ratings”. 《TV by the Numbers》 (영어). 2018년 1월 8일에 원본 문서에서 보존된 문서. 2018년 1월 8일에 확인함.
59. ↑  Porter, Rick (2018년 1월 12일). “'Big Bang Theory,' 'Young Sheldon' and 'The Four' adjust up: Thursday final ratings”. 《TV by the Numbers》 (영어). 2018년 1월 13일에 원본 문서에서 보존된 문서. 2018년 1월 12일에 확인함.
60. ↑  Porter, Rick (2018년 1월 22일). “'Grey's Anatomy' adjusts up, 'The Four,' 'Scandal' and 'Great News' down: Thursday final ratings”. 《TV by the Numbers》 (영어). 2018년 1월 23일에 원본 문서에서 보존된 문서. 2018년 1월 22일에 확인함.
61. ↑  Porter, Rick (2018년 1월 26일). “'Grey's Anatomy' adjusts up, 'Big Bang Theory' rerun adjusts down: Thursday final ratings”. 《TV by the Numbers》 (영어). 2018년 1월 26일에 원본 문서에서 보존된 문서. 2018년 1월 26일에 확인함.
62. ↑  Porter, Rick (2018년 2월 2일). “'Big Bang Theory,' 'The Four' adjust up, 'Mom' and 'AP Bio' adjust down: Thursday final ratings”. 《TV by the Numbers》 (영어). 2018년 2월 2일에 원본 문서에서 보존된 문서. 2018년 2월 2일에 확인함.
63. 1 2  “굿 플레이스”. 《넷플릭스》. 2025년 1월 2일에 확인함. (구독 필요).
64. ↑  Sandberg, Bryn (2017년 11월 21일). “'The Good Place' Renewed for Season 3 at NBC (Exclusive)”. 《The Hollywood Reporter》 (영어). 2021년 5월 19일에 확인함.
65. 1 2  Welch, Alex (2018년 9월 28일). “'Grey's Anatomy,' 'Big Bang Theory,' and 'Thursday Night Football' adjust up: Thursday final ratings”. 《TV by the Numbers》 (영어). 2018년 9월 29일에 원본 문서에서 보존된 문서. 2018년 9월 28일에 확인함.
66. ↑  Welch, Alex (2018년 10월 5일). “'Thursday Night Football' adjusts up: Thursday final ratings”. 《TV by the Numbers》 (영어). 2018년 10월 6일에 원본 문서에서 보존된 문서. 2018년 10월 5일에 확인함.
67. ↑  Welch, Alex (2018년 10월 12일). “'Big Bang Theory' and 'Thursday Night Football' adjust up, 'I Feel Bad' adjusts down: Thursday final ratings”. 《TV by the Numbers》 (영어). 2018년 10월 13일에 원본 문서에서 보존된 문서. 2018년 10월 12일에 확인함.
68. ↑  Welch, Alex (2018년 10월 19일). “'Big Bang Theory,' 'Superstore,' and 'Thursday Night Football' adjust up: Thursday final ratings”. 《TV by the Numbers》 (영어). 2018년 10월 20일에 원본 문서에서 보존된 문서. 2018년 10월 19일에 확인함.
69. ↑  Welch, Alex (2018년 10월 26일). “'Big Bang Theory,' 'Supernatural,' and 'Thursday Night Football' adjust up, 'Will & Grace' adjusts down: Thursday final ratings”. 《TV by the Numbers》 (영어). 2018년 10월 26일에 원본 문서에서 보존된 문서. 2018년 10월 26일에 확인함.
70. ↑  Welch, Alex (2018년 11월 2일). “'Grey's Anatomy,' 'Superstore,' and more adjust up, 'I Feel Bad' adjusts down: Thursday final ratings”. 《TV by the Numbers》 (영어). 2018년 11월 3일에 원본 문서에서 보존된 문서. 2018년 11월 2일에 확인함.
71. ↑  Welch, Alex (2018년 11월 9일). “'Thursday Night Football' adjusts up: Thursday final ratings”. 《TV by the Numbers》 (영어). 2018년 11월 10일에 원본 문서에서 보존된 문서. 2018년 11월 9일에 확인함.
72. ↑  Welch, Alex (2018년 11월 16일). “'Thursday Night Football' adjusts up: Thursday final ratings”. 《TV by the Numbers》 (영어). 2018년 11월 17일에 원본 문서에서 보존된 문서. 2018년 11월 16일에 확인함.
73. ↑  Welch, Alex (2018년 12월 7일). “'Thursday Night Football' adjusts up, 'Mom' adjusts down: Thursday final ratings”. 《TV by the Numbers》 (영어). 2018년 12월 8일에 원본 문서에서 보존된 문서. 2018년 12월 7일에 확인함.
74. ↑  Welch, Alex (2019년 1월 11일). “'Mom' adjusts down: Thursday final ratings”. 《TV by the Numbers》 (영어). 2019년 1월 12일에 원본 문서에서 보존된 문서. 2019년 1월 11일에 확인함.
75. ↑  Rejent, Joseph (2019년 1월 18일). “'Mom' and 'Fam' adjust down: Thursday final ratings”. 《TV by the Numbers》 (영어). 2019년 1월 19일에 원본 문서에서 보존된 문서. 2019년 1월 18일에 확인함.
76. ↑  Welch, Alex (2019년 1월 28일). “'Brooklyn Nine-Nine' and 'The Good Place' adjust down: Thursday final ratings”. 《TV by the Numbers》 (영어). 2019년 1월 29일에 원본 문서에서 보존된 문서. 2019년 1월 28일에 확인함.
77. ↑  Rejent, Joseph (2019년 9월 27일). “'Young Sheldon' adjusts up, 'A Million Little Things' and 'Evil' adjust down: Thursday final ratings”. 《TV by the Numbers》 (영어). 2019년 9월 28일에 원본 문서에서 보존된 문서. 2019년 9월 27일에 확인함.
78. ↑  Rejent, Joseph (2019년 10월 4일). “Thursday Night Football adjusts up, 'A Million Little Things' adjusts down: Thursday final ratings”. 《TV by the Numbers》 (영어). 2019년 10월 5일에 원본 문서에서 보존된 문서. 2019년 10월 4일에 확인함.
79. ↑  Rejent, Joseph (2019년 10월 11일). “'Grey's Anatomy' and 'Evil' adjust up: Thursday final ratings”. 《TV by the Numbers》 (영어). 2019년 10월 11일에 원본 문서에서 보존된 문서. 2019년 10월 11일에 확인함.
80. ↑  Rejent, Joseph (2019년 10월 18일). “'Young Sheldon' and 'Legacies' adjust up, 'How to Get Away with Murder' adjusts down: Thursday final ratings”. 《TV by the Numbers》 (영어). 2019년 10월 18일에 원본 문서에서 보존된 문서. 2019년 10월 18일에 확인함.
81. ↑  Rejent, Joseph (2019년 10월 25일). “'Law & Order: SVU' adjusts down: Thursday final ratings”. 《TV by the Numbers》 (영어). 2019년 10월 25일에 원본 문서에서 보존된 문서. 2019년 10월 25일에 확인함.
82. ↑  Rejent, Joseph (2019년 11월 1일). “NFL adjusts up, 'The Good Place' adjusts down: Thursday final ratings”. 《TV by the Numbers》 (영어). 2019년 11월 1일에 원본 문서에서 보존된 문서. 2019년 11월 1일에 확인함.
83. ↑  Rejent, Joseph (2019년 11월 8일). “Chargers vs. Raiders adjusts up: Thursday final ratings”. 《TV by the Numbers》 (영어). 2019년 11월 8일에 원본 문서에서 보존된 문서. 2019년 11월 8일에 확인함.
84. ↑  Rejent, Joseph (2019년 11월 15일). “Thursday Night Football and 'Superstore' adjust up: Thursday final ratings”. 《TV by the Numbers》 (영어). 2019년 11월 15일에 원본 문서에서 보존된 문서. 2019년 11월 15일에 확인함.
85. ↑  Rejent, Joseph (2019년 11월 22일). “'Grey's Anatomy,' 'Legacies,' and 'Law & Order: SVU' adjust up: Thursday final ratings”. 《TV by the Numbers》 (영어). 2019년 11월 22일에 원본 문서에서 보존된 문서. 2019년 11월 22일에 확인함.
86. ↑  Welch, Alex (2020년 1월 10일). “'Jeopardy! The Greatest of All Time,' 'Young Sheldon,' all others hold: Thursday final ratings”. 《TV by the Numbers》 (영어). 2020년 1월 10일에 원본 문서에서 보존된 문서. 2020년 1월 10일에 확인함.
87. ↑  Welch, Alex (2020년 1월 17일). “'Evil' adjusts down: Thursday final ratings”. 《TV by the Numbers》 (영어). 2020년 1월 18일에 원본 문서에서 보존된 문서. 2020년 1월 17일에 확인함.
88. ↑  Welch, Alex (2020년 1월 27일). “'A Million Little Things' adjusts down: Thursday final ratings”. 《TV by the Numbers》 (영어). 2020년 1월 27일에 원본 문서에서 보존된 문서. 2020년 1월 27일에 확인함.
89. ↑  Welch, Alex (2020년 1월 31일). “'The Good Place' special adjusts down: Thursday final ratings”. 《TV by the Numbers》 (영어). 2020년 1월 31일에 원본 문서에서 보존된 문서. 2020년 1월 31일에 확인함.
90. ↑  각 시즌별 시청률 추이는 다음을 참고하였음.
  - 시즌 1: “The Good Place: Season One Ratings”. 《TV Series Finale》 (영어). 2017년 1월 20일. 2021년 4월 21일에 원본 문서에서 보존된 문서. 2018년 4월 17일에 확인함.
  - 시즌 2: “The Good Place: Season Two Ratings”. 《TV Series Finale》 (영어). 2018년 2월 2일. 2021년 4월 21일에 원본 문서에서 보존된 문서. 2018년 4월 17일에 확인함.
  - 시즌 3: “The Good Place: Season Three Ratings”. 《TV Series Finale》 (영어). 2018년 10월 5일. 2020년 7월 30일에 원본 문서에서 보존된 문서. 2018년 10월 5일에 확인함.
  - 시즌 4: “The Good Place: Season Four Ratings”. 《TV Series Finale》 (영어). 2019년 11월 1일. 2021년 4월 21일에 원본 문서에서 보존된 문서. 2019년 11월 1일에 확인함.